# Франсоа д'Алансон
Франсоа д'Алансон (на френски: François de France), роден Еркюл-Франсоа дьо Валоа-Ангулем, херцог Д'Алансон и херцог Д'Анжу (на френски: Hercule Francois de Valois-Angoulême; * 18 март 1555, Сен Жермен ан Ле, Франция; † 19 юни 1584, Шато Тиери, Франция) е най-малкият син на френския крал Анри II и съпругата му Катерина де Медичи.

## Живот

### Ранни години
Израства като красиво дете, но на 11-годишна възраст се разболява от шарка, която обезобразява лицето му. Заради обезобразения си вид и леко изкривения си гръбнак, което не подхожда на рожденото му име Еркюл (Hercles), по-късно той променя името си на Франсоа в чест на брат си Франсоа II. Брат му Анри III го нарича "Petit magot" (малка маймунка). Слуховете (потвърдени и от историческите сведения) упорито приписват на Франсоа и братята му интимни контакти със сестра им Марго.
До 1574 г. Франсоа носи титлата „Херцог на Алансон“. През 1574 г. след смъртта на брат си Шарл IX и възцаряването на брат му Анри III, Франсоа става престолонаследник на Франция. Същата година Франсоа организира заговор за освобождаването на зет си Анри дьо Навар, който се намира в плен в Лувъра. Заговорът е разкрит и за да получи прошка от брат си Анри III, Франсоа издава двама свои съзаклятници – Анибал дьо Коконас и Хиецинт дьо Ламол. Двамата са екзекутирани, а Франсоа е опростен.
През 1576 г. Франсоа д'Алансон получава титлите Херцог на Анжу, Турен и Бери. Същата година, в разгара на френските религиозни войни между католици и хугеноти, Франсоа взима страната на зет си – водача на хугенотите Анри дьо Навар, заедно с когото воюва срещу брат си Анри III, и на 6 май 1576 договаря условията на едикта от Болио, с който е сложен край на войната между католиците и хугенотите, като последните получават и религиозни свободи.
През 1579 г. Франсоа, по покана на Вилхелм Орански, подкрепя борбата на нидерландите срещу властта на испанските Хабсбурги, в замяна на което получава обещание да бъде провъзгласен за суверен на Обединените провинции, създадени след Утрехсткия съюз от същата година, за херцог на Брабант и граф на Фландрия. На 29 септември 1580 г. Генералните щати на Нидерландия подписват с Франсоа конвенцията от Плеси ле Тур, с която Франсоа е обявен за протектор на свободните нидерланди' и става суверен на републиката им.

### Годеж за Елизабет I
Междувременно през 1579 г. започват преговори за женитба между Франсоа и английската кралица Елизабет I. Франсоа е единственият кандидат за ръката на Елизабет, който лично посещава двора ѝ. По това време той е на 24, а тя – на 46. Въпреки голямата възрастова разлика двамата стават много близки и Елизабет започва да го нарича своя жаба.
Въпросът дали Елизабет наистина е възнамерявала да се омъжи за Франсоа д'Анжу е доста спорен. Възможно е тя да го е ласкаела, знаейки, че той е последният ѝ кандидат. Плануваният брак обаче не се приема добре от английската общественост, която не одобрява религията и националността му. Кралицата вероятно също не смята този брак за подходящ, съобразявайки се с общественото мнение, но продължава да играе ролята на годеница на Франсоа, за да притисне испанския крал с възможността за бъдещ англо-френски съюз срещу Испания. През 1581 г. обаче присъствието на Франсоа в Англия престава да е полезно за Елизабет и същата година тя отпраща своята жаба от Англия.

### В Нидерландия
От Англия Франсоа се отправя за Нидерландия, където на 10 февруари 1582 г. е посрещнат от Вилхелм Орански във Флисинген. В Брюге и Гент Франсоа е обявен съответно за херцог на Брабант и граф на Фландрия. Въпреки това Франсоа не става популярен сред холандците и фламандците, които в негово лице виждат само един френски католик, и провинциите Зеландия и Холандия отказват да го признаят за свой суверен, а Вилхелм Орански отнася много критики заради профренската си политика. Когато през късната 1582 войските на Д'Анжу пристигат в Нидерландия, изглежда че планът на Вилхелм Орански успява, тъй като и пармският херцог се стряска, че сега нидерландците печелят силен покровител.
Недоволен от ограничената си власт, Франсоа д'Анжу решава да превземе със сила градовете Антверпен, Брюге, Дюнкекр и Остенд.

### „Френската глупост“ и смърт
На 18 януари 1583 г. Франсоа решава лично да ръководи атаката на Антверпен. За да заблуди жителите на града, Франсоа предлага да влезе триумфално в града, за да му отдадат почестите си. Никой обаче не се излъгва. След като френските войски влизат в града, градските порти се затворят зад гърба им. Попаднали в капан, французите са обсипани с камъни, цепеници и дори метални предмети, които разярените граждани на града хвърлят от прозорците и покривите на сградите. Накрая градският гарнизон открива стрелба по неприятеля. Само няколко французи, в това число и Франсоа, успяват да избягат живи. Над 1500 френски войници обаче намерат смъртта си в Антверпен.
Провалът при Антверпен слага край на военната кариера на Франсоа. Лично майка му Катерина де Медичи пише в едно от писмата си до него: „Господ трябваше да те убие още млад. Тогава ти нямаше да станеш причина за смъртта на толкова смели и благородни хора.“ Друг удар идва, след като Елизабет I официално разтрогва годежа си с Франсоа след клането в Антверпен. След тези събития положението на Д'Анжу вече не можело да бъде закрепено и през юни той напуска Нидерландия.
Скоро след това Франсоа се разболява сериозно. Според неговите думи става въпрос за малария. Катерина де Медичи му позволява да се завърне в Париж, където през 1584 Франсоа получава прошка от брат си Анри III – Анри дори прегръща брат си и го нарича „le petit magot“ (малка маймуна).
Франсоа умира на 19 юни 1584 г. в Шато Тиери. Смъртта му издига хугенота Анри дьо Навар до позицията на френски престолонаследник, което отново разпалва религиозните страсти в страната.